# Rise to Fall
 (juillet 2023).
Rise to Fall est un groupe espagnol de metal industriel, originaire de Bilbao. Ses membres actuels sont Dalay Tarda (chant), Hugo Markaida (guitare), Dann Hoyos (guitare), Xabier Del Val (batterie) et Javier Martín (basse). Leur style musical est fortement influencé par la scène death metal mélodique suédoise.
Le groupe est formé en 2006 et commence à enregistrer son premier album studio en 2008, Restore the Balance, produit par Ettore Rigotti (de Disarmonia Mundi), qui est sorti en 2010 sous le label Coroner Records. Cette année-là, le groupe participe au festival Bilbao BBK Live. Le groupe s'est produit dans divers lieux, aussi bien dans des clubs que dans des festivals en Espagne et dans d'autres pays, aux côtés de groupes tels que Rammstein, Slayer, Bullet for My Valentine, Amon Amarth, Scar Symmetry, The Agonist, Dagoba, Textures, etc. En 2011, ils entament une tournée au Japon, se produisant dans les villes de Nagoya, Osaka et Tokyo aux côtés du groupe italien Destrage et du groupe japonais Blood Stain Child. Le deuxième album du groupe est intitulé Defying the Gods et sort en 2012. Il est suivi par les albums End vs. Beginning en 2015, Into Zero en 2018, et The Fifth Dimension en 2023.

## Histoire
Rise to Fall est formé en 2006 à Bilbao, Biscaye, au Pays basque, mais ce n'est qu'en 2010 que le groupe définit son line-up. S'inscrivant dans le style « death metal mélodique moderne », le groupe a plus de 120 concerts nationaux et internationaux à son actif. Leur premier album, Restore the Balance, sort en 2010,. Il est enregistré en 2008 et mixé aux RockStudios de Bilbao, et masterisé par Jacob Hansen aux studios Hansen (Danemark), attire l'attention du musicien et producteur Ettore Rigotti (Disarmonia Mundi) qui lancera l'album sur le marché international par l'intermédiaire de son label Coroner Records.
Avec ce premier album, Rise to Fall fait salle comble lors de son premier concert et a l'occasion de faire la première partie de grands groupes comme Amon Amarth, The Agonist et Scar Symmetry. Ils participent également à des festivals comme le BBK Live (2010) en partageant la scène avec des groupes comme Rammstein, Slayer, Volbeat et Bullet for My Valentine. Avec ce même album, il fait une tournée au Japon en 2011 à guichet fermé. par la suite, le clip vidéo du single Redrum est publié, et visionné des milliers de fois dès la première semaine.
En 2012, leur deuxième album Defying the Gods sort. Il est enregistré, mixé et masterisé aux Metal House Studios (Italie) par Ettore Rigotti. Après avoir fait salle comble lors de leur concert de présentation, ce deuxième album est présenté lors d'une tournée nationale et dans des festivals comme Costa de Fuego en 2012, et Resurrection Fest en 2013. De plus, grâce à la reconnaissance et aux bonnes critiques de leurs performances live en promotion de Defying the Gods, Rise to Fall ouvre pour des groupes renommés comme Soilwork, Ill Niño ou Biohazard et fait une tournée de vingt dates en Russie et en Ukraine en juin 2013, visitant au passage la Suède à la fin de l'année 2014.
Leur troisième album End vs. Beginning est mixé aux Hansen Studios par Jacob Hansen, et sorti le 9 juin 2015 via Coroner Records. Il est bien accueilli par la presse spécialisée internationale,,. Le clip de la chanson-titre est également publié. Après la présentation de l'album à Bilbao et ses environs, ils feront une tournée de 12 dates en Chine (dont un concert au Midi Fest) en janvier 2016, et en avril 2016, ils feront une tournée de 10 dates en Europe avec le groupe suédois Nightrage.
En 2018, ils sortent leur quatrième album, Into Zero en indépendant,. En 2023, ils sortent leur cinquième album, The Fifth Dimension.

## Membres
- Alain « Dalay Tarda » Gutiérrez — voix
- Hugo Ruben Markaida — guitare
- Dann Hoyos — guitare
- Xabier « Txamo » del Val — batterie
- Javier Martin — basse

## Discographie

### Albums studio
- 2010 : Restore The Balance (Coroner Records)
- 2012 : Defying the Gods (Coroner Records)
- 2015 : End vs. Beginning (Coroner Records)
- 2018 : Into Zero (indépendant)
- 2023 : The Fifth Dimension

### Démos
- 2006 : Demo

### Collaborations
- 2012 : Princess Ghibli II (morceau Kaze No Tani No Nausicaa avec Sophia Aslanidou)
- 2013 : Princess Ghibli the Best Selection Revisited